# Sphaerodactylus elegans
Sphaerodactylus elegans este o specie de șopârle din genul Sphaerodactylus, familia Gekkonidae, descrisă de Macleay 1834.

## Subspecii
Această specie cuprinde următoarele subspecii:
- S. e. elegans
- S. e. punctatissimus

## Galerie

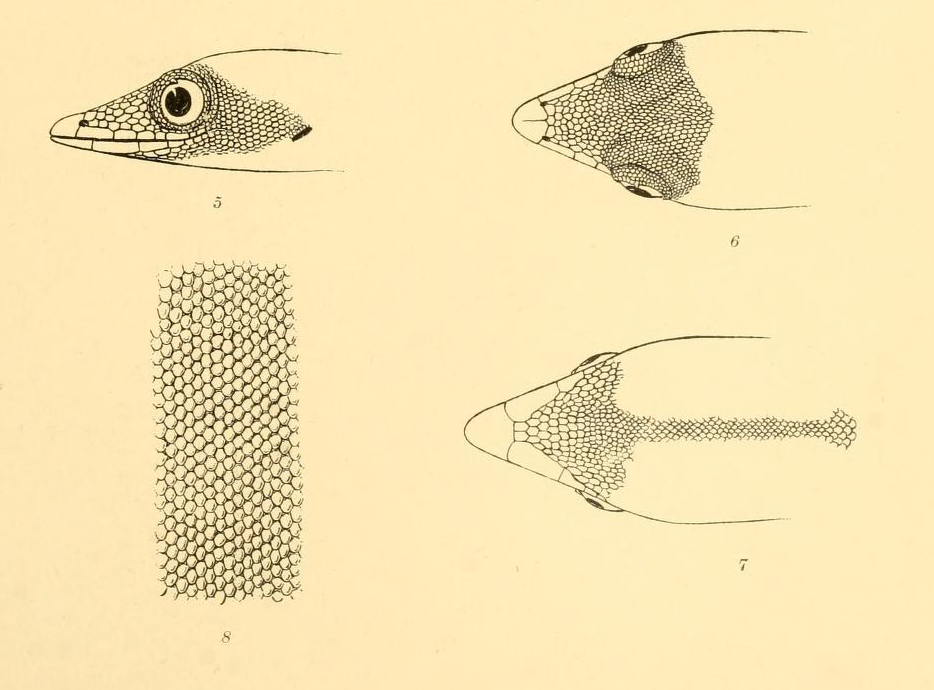